# Меньшиков, Иван Петрович
Иван Петрович Меньшиков (26 октября 1913 год, посёлок Краснинский — 12 июня 1963 год, посёлок Краснинский, Верхнеуральский район, Челябинская область) — комбайнёр Краснинской МТС Челябинской области. Герой Социалистического Труда (1951).

## Биография
Родился в 1913 году в крестьянской семье в посёлке Краснинский.
В 1925 году окончил три класса начальной школы, после чего работал по найму. С 1932 года трудился разнорабочим в колхозе «Петропавловский». В 1935 году окончил школу сельской механизации в Верхнеуральске и продолжил работать комбайнёром в том же колхозе. С 1939 года — комбайнёр Краснинской МТС. С 1943 года участвовал в Великой Отечественной войне. Воевал артиллеристом. Был трижды ранен. Закончил войну в Берлине в звании старшего сержанта. После демобилизации в 1945 году продолжил работать комбайнёром на Краснинской МТС.
В 1950 году управляя сцепкой из двух комбайнов, намолотил 13360 центнеров зерновых за 35 рабочих дней. Указом Президиума Верховного Совета СССР от 4 июля 1951 года удостоен звания Героя Социалистического Труда с вручением ордена Ленина и золотой медали «Серп и Молот».
С 1954 года возглавлял бригаду.
Дважды участвовал во Всесоюзной выставке ВДНХ в Москве (1954, 1955).
Скончался в 1963 году. Похоронен на кладбище посёлка Краснинский.

## Награды
- Герой Социалистического Труда — указом Президиума Верховного Совета СССР от 4 июля 1951 года
- Орден Ленина
- Медаль «За отвагу» (1943)
- другие медали